# John Winchester (Lovci duchů)
John E. Winchester je smyšlená postava, kterou vytvořil Eric Kripke pro televizní seriál Supernatural (Lovci duchů). Na televizních obrazovkách jej ztvárňuje herec Jeffrey Dean Morgan, známý například z filmů „P.S. I love you“ nebo „Live!“. Ačkoli se v celém seriálu objevil pouze v několika málo epizodách, je John jednou z nejdůležitějších vedlejších postav, jež ovlivnily život obou mladých Winchesterů.

## Život před lovem
John Winchester se jako mladý muž přihlásil do služeb amerického námořnictva, kde později působil jako desátník v námořní pěchotě „Echo 2/1“. Zúčastnil se války ve Vietnamu a získal mnohá vyznamenání, jako Bronzovou hvězdu či Purpurové srdce. Jeho levou paži zdobí námořnické USMC tetování ve tvaru amerického orla s roztáhnutými křídly na pozadí hory se sluncem. Podle psích známek se svým jménem má John krevní skupinu AB. Po odchodu z námořnictva se usadil ve městě Lawrence ve státě Kansas, kde působil jako mechanik servisu, který vlastnil a provozoval společně se svým kamarádem Mikem Guentherem. John si se svou ženou Mary založil rodinu a postupně se jim narodili dva synové – Dean a o necelé čtyři roky mladší Sam. Vlastnil auto značky Chevrolet Impala, černého veterána z roku 1967. Jeho poklidný život se radikálně změnil po smrti milované manželky.

## Život lovce
V roce 1983, přesněji 2. listopadu, byl John svědkem smrti své ženy Mary, když uhořela na stropě dětského pokoje jejich mladšího syna Sama. Po tomto tragickém neštěstí zůstal John s dětmi na vše sám. Opustil práci i město a navštěvoval věštkyni Missouri, hledajíc u ní odpovědi na otázky, jež souvisely se smrtí jeho manželky. Začal cestovat z místa na místo po celé Americe a Deana se Samem učil všemu o různých záhadách a legendách, jež lidé považují za pouhé výmysly. Vedl si deník, do něhož všechny své poznatky o nadpřirozeném světě zaznamenával, a který později mnohokrát bratrům pomohl při objasňování zdánlivě nevysvětlitelných událostí. Již od mládí své syny trénoval v boji proti zlu, a podrobil je tvrdému výcviku, aby měl jistotu, že se dokážou ubránit téměř čemukoliv. I když se snažil vychovávat oba stejně, jejich vztahy k němu byly rozdílné. Dean svého otce poslouchal na slovo, neptal se na důvody jeho příkazů, obdivoval ho, neboť věděl, že John pro ně dělá jen to nejlepší a svým způsobem je takto chrání. Sam byl však na rozdíl od Deana tvrdohlavější, a proto mezi ním a otcem často vznikaly hádky. Vyčítal Johnovi, že jak jemu, tak bratrovi vzal dětství, které mohli mít, a jediné, co ho zajímá, je pomsta vrahovi jejich matky. O pár let později se Sam rozhodl odejít na univerzitu, což opět u Winchesterů vyvolalo velkou rozepři. John ale věděl, že nejmladšího syna už nepřinutí vrátit se zpět, a proto pokračoval v lovení pouze s Deanem. Postupně přenechával některé jednodušší případy i Deanovi, jenž je poté musel řešit sám bez otcovy pomoci. John se na své cestě hledání pravdy střetl i s jinými lovci a někteří z nich se stali jeho přáteli. Jedním z nich je také pastor Jim Murphy nebo Daniel Elkins, který jej zasvětil do umění lovu. Před svým záhadným zmizením svěřil černou Impalu Deanovi, zanechávajíc za sebou množství nezodpovězených otázek a nejasných stop k jeho nalezení.

## 1. série
Po 22 letech od doby Maryiny smrti John záhadně zmizí a tato událost donutí zoufalého Deana navštívit bratra Sama, se kterým se nakonec vydává otce hledat. Bratrům se daří jeho stopu sledovat do města Jericha nacházejícího se v daleké Kalifornii. Na své cestě se řídí pomocí souřadnic, které našli v Johnově deníku, a doufají, že jim pomohou nasměrovat pátrání tím správným směrem. Čím delší dobu však hledáním tráví, tím víc Sama opouští naděje, ale Dean se nevzdává a pevně věří, že otce najdou. Sam začne mít tajuplné vize a na jeho naléhání se později oba vracejí do Lawrence, aby vyřešili případ spojený s domem, ve kterém prožili rané dětství. Tehdy Dean zanechává Johnovi hlasovou zprávu a tajně doufá, že se konečně ozve a pomůže jim. To se nestane ani přesto, že se otec nachází v jejich těsné blízkosti, protože nesebere dostatek odvahy, aby se s nimi setkal, a tak bratři opouštějí město, aniž by si byli vědomi jeho přítomnosti. Věštkyně Missouri, u které se ukrýval od příchodu synů do Lawrence, mu za jeho zbabělý čin pořádně vynadá. I přes výčitky se snaží John sám sebe přesvědčit, že ještě nenadešel ten správný čas, aby jim dal o sobě vědět. Později, když se Dean ocitá v životě ohrožující situaci, zavolá Sam na otcův mobil, avšak ozve se mu pouze hlasová schránka. Zanechá mu zprávu, i když tuší, že si jí možná nikdy nevyzvedne. O několik dní později se John odhodlá a konečně jim zavolá. Po tom, co je ubezpečí, že je v pořádku, je oba požádá, aby ho přestali hledat. Jeho telefonát končí sdělením, jež se týká podivných úmrtí ve městě Burkitsville ve státě Indiana. Dohromady je svede až další případ v Chicagu, Illinois, kde řádí „stínový démon“. Toužebné rodinné střetnutí tří Winchesterů však netrvá dlouho a John se opět vydává svojí vlastní cestou, mizejíc do tmy ve svém černém autě značky GCM Sierra Grande. Tentokrát je důvodem jeho odjezdu strach o jeho syny. Nechce, aby v nebezpečném boji se zlem, které zabilo Mary a Samovu přítelkyni Jessicu, přišel i o ně. Po dlouhém uvažování si John uvědomí, že sám, hnaný pouze krvelačnou pomstou, démona nepřemůže. Dozví se, že Daniel Elkins byl zavražděný upíry a během vyšetřování případu zjistí, že Sam a Dean na něm pracují také. Překvapí je v Impale, a když od nich převezme obálku se svým jménem, převypráví jim příběh o zbrani, která dokáže zabít cokoliv. Problém ale je, že ji ukradli Elkinsonovi vrahové. Bratrům a Johnovi se podaří Kolt získat zpět a nakonec se spolu vydávají na lov jejich největšího nepřítele.
Náhlá a častá úmrtí lidí, kteří se s Johnem znali, dovedou Winchestery až k Meg, mladé ženě posednuté démonem. Dívka ví o Koltu a pod pohrůžkou zabití i dalších jeho přátel, požaduje donést zbraň v určitý čas na určené místo střetnutí. John se za ní vydává jen s napodobeninou a doufá, že si Meg ničeho nevšimne. Démonka si však pravost zbraně rychle ověří a tak zjistí, že se je starý lovec snažil oklamat. Dean a Sam, kteří čekají na otce v motelovém pokoji, se mu snaží dovolat, ale marně. Po delším prozvánění se nakonec v telefonu ozve Meg, která jim oznámí, že už svého otce nikdy neuvidí. O několik hodin později se bratrům podaří ji zajmout pomocí „Ďáblovy pasti“ v domě rodinného přítele Bobbyho a vyslechnou ji pomocí rituálu vymítání. Získají od ní informace o uvězněném otci, který se nachází v Missouri, v hotelu „Východ slunce“. Vydají se tam a vyvolají požární poplach, zbaví se démonů strážících pokoj s připoutaným Johnem na posteli a vyvedou ho z budovy ven. Co bratři nevědí je, že Johna posedl sám obávaný démon a chystá se je zabít. Přijdou na to až v opuštěné chatrči, kde se zabarikádovali a všechny dveře a okna obsypali solí, aby na ně démoni nemohli. Skrze otce k nim hovoří žlutooký démon a řekne Samovi o svých plánech s výjimečnými dětmi jako je on. Přesouvá se k Deanovi, kterého mučí krutými slovy a pouhým pohledem jeho očí, až se mu na košili, na místě, kde se nachází srdce, objevuje krev. Dean omdlévá bolestí a v tom momentě se Johnovi na chvíli podaří získat zpět kontrolu nad svým tělem a snaží se zastavit zabíjení svého staršího syna. Vysvobozený Sam bere do ruky Kolt a míří s ním na postavu znovu ovládnutou démonem. Nakonec střelí otce do nohy. Ten okamžitě padá na zem a procházejí jím elektrické výboje. Skutečný John se probere a naléhavě syna prosí, aby ho střelil rovnou do srdce a tím démona konečně zabil. Sam ho neposlechne, složí zbraň a černý dým valící se z Johnových úst nakonec mizí štěrbinami v dřevěné podlaze. V Impale, ve které zranění Winchesterové pospíchají do nejbližší nemocnice, se John ptá, z jakého důvodu ho mladší syn neposlechl. Sam mu chce povědět pravdu, je však přerušen prudkým nárazem kamionu do boku auta. Lovci nejeví žádné známky života a z kamionu se na ně dívá řidič s černýma démonskýma očima.

## 2. série
John se probírá v nemocnici, odkud pošle Sama pro Colt z vraku auta a několik dalších věcí, se kterými má úmysl vyvolat žlutookého démona. To se mu povede, ne však pro to, aby ho zničil, ale aby se dohodl a vrátil život Deanovi, který je uvězněn mezi dvěma světy. Poté, co se Dean probere zdravý následuje vyrovnání, démon si bere svou část dohody - Colt, náboj a Johna Winchestera, který umírá.

## Seznam postav
Abecední seznam postav ze seriálu Supernatural (Lovci duchů), které nějakým způsobem zasáhly do Johnova života:
- Caleb
- Deacon
- Daniel Elkins
- William Anthony Harvelle
- Joshua
- Jefferson
- Missouri Mosely
- Pastor Jim Murphy
- Bobby Singer

## Účinkování
1. série
Pilot, Home, Scarecrow, Shadow, Something Wicked, Dead Man's Blood, Salvation, Devil's Trap
2. série
In My Time of Dying, All Hell Breaks Loose Part 2
3. série
Long Distance Call (pouze hlas)